# Район Абдурахмана Джами
Район Абдурахмана Джами (тадж. Ноҳияи Абдураҳмони Ҷомӣ) — административный район в Хатлонской области Республики Таджикистан. Районный центр — посёлок городского типа Абдурахмани Джами.

## История
Бывший Куйбышевский район. 4 марта 1959 года к Куйбышевскому району была присоединена часть территории упразднённого Дагана-Киикского района. Некоторое время носил название Ходжамастонский район, а 12 февраля 2004 года переименован в район Абдурахмана Джами в честь таджикско-персидского поэта и философа, музыковеда и писателя Джами XV века.

## Население
Население по оценке на 1 января 2015 года составляет 153 000 человек, в том числе — в посёлке Джоми — 8,3 % или 12 700 человек.
| Численность населения | Численность населения | Численность населения | Численность населения | Численность населения |
| 1939                  | 2019                  | 2020                  | 2021                  | 2022                  |
| --------------------- | --------------------- | --------------------- | --------------------- | --------------------- |
| 17 784                | ↗171 500              | ↗175 800              | ↗180 200              | ↗183900               |

## Административное деление
В район А. Джоми входят 7 сельских общин (джамоатов) и 1 пгт. дорад
| Административное деление района Джами. |           |
| Сельская община                        | Население |
| Джоми, пгт                             | 14 600    |
| Кадриддин Гиёсов                       | 16 956    |
| Иттифок                                | 20 008    |
| Ифтихор                                | 14 223    |
| Калинин                                | 19 411    |
| Дусти                                  | 18 192    |
| 50-летие Таджикистана                  | 18 247    |
| Яккатут                                | 24 690    |

## Политическая ситуация
Главой района Абдурахмана Джами является председатель хукумата, который назначается Президентом Республики Таджикистан. Главой правительства района является председатель хукумата. Законодательный орган района Абдурахмана Джами — Маджлис народных депутатов, который избирается всенародно на пять лет.